# Bianca Ambrosetti
Bianca Ambrosetti (ur. 1 marca 1914 w Pawii, zm. 27 marca 1933 tamże) – włoska gimnastyczka, srebrna medalistka letnich igrzysk olimpijskich w 1928.
Jako 14-latka została wraz z Lavinią Gianoni, Luiginą Giavotti, Virginią Giorgi, Germaną Malabarba, Carlą Marangonii, Luiginą Perversi, Dianą Pizzavini, Luisą Tanzini, Caroliną Tronconi, Ines Vercesi i Ritą Vittadini srebrną medalistką w wieloboju drużynowym w gimnastyce na IX Letnich Igrzyskach Olimpijskich w Amsterdamie, w 1928 (były pierwszymi włoskimi medalistkami olimpijskimi). Już w trakcie igrzysk chorowała na gruźlicę, która spowodowała jej śmierć w 1929.